# Maurilia sarice
Maurilia sarice är en fjärilsart som beskrevs av Pierre E.L. Viette 1981. Maurilia sarice ingår i släktet Maurilia och familjen trågspinnare. Inga underarter finns listade i Catalogue of Life.